# Пеструшка Пржевальского
Пеструшка Пржевальского (лат. Eolagurus przewalskii) — вид грызунов из подсемейства полевок (Arvicolinae) семейства хомяковых. Встречается в северном Китае и Монголии. Вид назван в честь русского путешественника-натуралиста Николая Михайловича Пржевальского, собравшего типовую серию.

## Описание
Длина туловища, включая голову, у этого вида достигает 12,5 до 13,0 сантиметров. Длина хвоста от 11 до 15 миллиметров. Длина задней ступни от 19 до 22 миллиметров, длина уха около 7 миллиметров. Шерсть на спине бледная, песчано-охристая, бока тела песчано-жёлтые, переходящие в белую вентральную сторону, на некоторых участках горла и на животе могут быть отдельные серые волоски. Верх стопы и волосы на подошвах белые. Большой палец передних лап имеет большой тупой коготь. Хвост короткий, сверху песочного цвета, нижняя сторона белая. Пеструшка Пржевальского отличается от жёлтой пеструшки (Eolagurus luteus), главным образом, своим белым брюшком, в то время как у жёлтой пеструшки оно жёлтое. Кроме того коготь большого пальца передней лапы у жёлтой пеструшки меньше и заострен. 
Череп похож на череп жёлтой пеструшки и отличается от него, в основном, более вздутыми слуховыми барабанами, которые простираются очень далеко вперёд, а также формой сосцевидного отростка. У пеструшки Пржевальского по сравнению с жёлтой менее выгнута линия профиля осевого черепа

## Типовая серия
Вид был описан Бихнером по серии 18 экземпляров, собранных Н. М. Пржевальским в Цайдаме в августе 1879, ноябре 1884 и январе 1885 (1 особь). Лектотип № 2303 выделен позже, он добыт, согласно этикетке, в урочище Гас, Западный Цайдам. Текст описания Бихнера позволяет  уточнить местонахождение лектотипа: "Въ ноябрѣ 1884 г. описываемый видъ вновь встрѣченъ Н. М. Пржевальскимъ въ урочищѣ Гасъ (на сѣверо-тибетскомъ нагорьи, къ югу отъ Лобъ-нора), близъ истока рѣчки Нагынъ-голъ, гдѣ экспедиція долго бивуакировала". В августе 1879 года Пржевальский впервые коллектировал этот вид в северном Цайдамe на берегу озера Ихэ-цайдемин-нор.

## Распространение
Водится в западной и южной Монголии, северо-западном Китае (в провинциях Цинхай, Ганьсу и Внутренней Монголии).

## Образ жизни
Пеструшка Пржевальского обитает на горных лугах и в речных районах. Она ведет дневной образ жизни и питается травой, корнями, клубнями и семенами. Нора представляет собой сложное сооружение с тремя-семью выходами и содержит до трех продовольственных складов, до трёх гнездовых камер на систему туннелей, а также другие большие, не используемые специально помещения. Размножение происходит с мая по август, и самки могут иметь три помета в год, в каждом из которых может быть от 3 до 8 детёнышей.

## Систематика
Пеструшка Пржевальского рассматривается как самостоятельный вид в пределах рода Eolagurus, который включает два вида. Первое научное описание этого вида было дано российским естествоиспытателем немецкого происхождения Евгением Бихнером, который описал вид в 1889 году, на основе экземпляров из бассейна Цайдама в Цинхае.

## Природоохранный статус, угрозы и защита
Пеструшка Пржевальского классифицируется Международным союзом охраны природы и природных ресурсов (МСОП) как вид, вызывающий наименьшее беспокойство, из-за предполагаемой высокой численности популяции и относительно большой территории распространения, охватывающей несколько охраняемых территориях. Риски для всей популяции этого вида неизвестны.

## Комментарии
1. ↑  В настоящее время в коллекции ЗИН РАН лектотип и 14 паралектотипов, 8 взрослых и 7 молодых[5].
2. ↑  Место добычи единственной особи в январе 1885 точно не определено, но можно предположить, что это тот же бивуак у истока Нагын-гол. Так как 11 января 1885 года после 54-дневной зимней экскурсии Н. М. Пржевальский с большей частью отряда вернулся на тот же бивуак, где его ожидала часть отряда, охраняющая склад в урочище Чон-яр, к западу от оз. Гас. После трёхдневной перепаковки багажа и коллекций экспедиция повернула на северу к оз. Лоб-нор[7].